# 聖阿波洛尼亞 (奇馬爾特南戈省)
14°47′N 90°58′W / 14.783°N 90.967°W
聖阿波洛尼亞（西班牙語：Santa Apolonia），是危地馬拉的城鎮，位於該國中部，由奇馬爾特南戈省負責管轄，面積96平方公里，海拔高度2,307米，2002年人口11,859，人口密度每平方公里123.53人。